# Neoconocephalus spiza
Neoconocephalus spiza är en insektsart som beskrevs av Walker, T.J. och Greenfield 1983. Neoconocephalus spiza ingår i släktet Neoconocephalus och familjen vårtbitare. Inga underarter finns listade i Catalogue of Life.